# Hernings sexdagars
Hernings sexdagars var ett danskt sexdagarslopp i bancykling som avhölls årligen i Herning under två perioder, 1974–1983 i december och därefter 1995–1998 i oktober. Det hölls i den runda, 5000 m2 stora, hall 2 på Messecenter Herning.
Flest segrar, fem stycken, togs av danske Gert Frank.

## Podieplaceringar
| År         | Vinnare                       | Tvåa                           | Trea                                 |
| 1974       | Leo Duyndam Ole Ritter        | Klaus Bugdahl Dieter Kemper    | Ferdinand Bracke Julien Stevens      |
| 1975       | Leo Duyndam Ole Ritter        | Klaus Bugdahl Wolfgang Schulze | Graeme Gilmore Dieter Kemper         |
| 1976       | Albert Fritz Wilfried Peffgen | Donald Allan Danny Clark       | Gert Frank Ole Ritter                |
| 1977       | Gert Frank René Pijnen        | Donald Allan Danny Clark       | Patrick Sercu Ole Ritter             |
| 1978       | Donald Allan Danny Clark      | Gert Frank René Pijnen         | Patrick Sercu Niels Fredborg         |
| 1979       | Gert Frank René Pijnen        | Donald Allan Danny Clark       | Wilfried Peffgen Kim Gunnar Svendsen |
| 1980       | Gert Frank Patrick Sercu      | Donald Allan Danny Clark       | Horst Schütz Roman Hermann           |
| 1981       | Gert Frank Hans-Henrik Ørsted | Donald Allan Danny Clark       | Wilfried Peffgen Kim Gunnar Svendsen |
| 1982       | Donald Allan Danny Clark      | René Pijnen Patrick Sercu      | Gert Frank Hans-Henrik Ørsted        |
| 1983       | Gert Frank Hans-Henrik Ørsted | Jørgen Marcussen René Pijnen   | Josef Kristen Henry Rinklin          |
| 1984- 1994 | ej avhållet                   |                                |                                      |
| 1995       | Jimmi Madsen Jens Veggerby    | Urs Freuler Bjarne Riis        | Kurt Betschart Bruno Risi            |
| 1996       | Silvio Martinello Bjarne Riis | Jimmi Madsen Jens Veggerby     | Danny Clark Michael Sandstød         |
| 1997       | Jimmi Madsen Jens Veggerby    | Kurt Betschart Bruno Risi      | Silvio Martinello Bjarne Riis        |
| 1998       | Kurt Betschart Bruno Risi     | Jimmi Madsen Rolf Sørensen     | Silvio Martinello Jesper Skibby      |